# Quedjau Nhabali
Quedjau Francyskowycz Nhabali (ukr. Кеджау Францискович Ньябалі, ur. 8 lipca 1990) – ukraiński judoka. Dwukrotny olimpijczyk. Zajął siedemnaste miejsce w Rio de Janeiro 2016 i dziewiąte w Tokio 2020. Walczył w wadze średniej.
Siódmy na mistrzostwach świata w 2014; uczestnik zawodów w 2013, 2015, 2017, 2018, 2019 i 2021. Startował w Pucharze Świata w latach 2010-2017 i 2019. Siódmy na mistrzostwach Europy w 2016. Trzeci w drużynie na igrzyskach europejskich w 2015 i uniwersjadzie w 2011. Mistrz świata juniorów w 2009 roku.

## Letnie Igrzyska Olimpijskie 2016
| Konkurencja | Eliminacje             | Klas. końcowa |
| Konkurencja | Przeciwnik I           | Miejsce       |
| ----------- | ---------------------- | ------------- |
| 90 kg       | Asley González (CUB) P | 17.           |

## Letnie Igrzyska Olimpijskie 2020
| Konkurencja | Eliminacje                | Eliminacje             | Klas. końcowa |
| Konkurencja | Przeciwnik I              | Przeciwnik II          | Miejsce       |
| ----------- | ------------------------- | ---------------------- | ------------- |
| 90 kg       | Robert Florentino (DOM) Z | Davlat Bobonov (UZB) P | 9.            |